# レウキッポスの娘たちの略奪
『レウキッポスの娘たちの略奪』（レウキッポスのむすめたちのりゃくだつ、蘭: De schaking van de dochters van Leucippos、独: Der Raub der Töchter des Leukippos、英: The Rape of the Daughters of Leuccipus）は、バロック期のフランドルの巨匠ピーテル・パウル・ルーベンスが1616年から1618年頃に制作した絵画である。油彩。ルーベンスを代表する神話画の1つで、レウキッポスの娘たちを略奪するディオスクロイを主題としている。プファルツ選帝侯ヨハン・ヴィルヘルムのコレクションに含まれていたことが知られ、現在はミュンヘンのアルテ・ピナコテークに所蔵されている。

## 主題
メッセニア地方の王レウキッポスには3人の娘ヒラエイラ、ポイベ、アルシノエがいたとされる。3人のうちアルシノエはアポロンとの間に医術の神アスクレピオスを生み、ヒラエイラとポイベはスパルタ王妃レダとゼウスの間に生まれた双生児ディオスクロイ（カストルとポリュデウケス）に略奪され、ヒラエイラはカストルとの間にアノゴン、ポイベはポリュデウケスとの間にムネシレオスを生んだと伝えられている。
オウィディウスの『祭暦』によると、ディオスクロイのうち1人は騎士であり、もう1人は拳闘士だった。もともと、ヒラエイラとポイベはアパレウスの息子たちイダスとリュンケウスと結婚することになっていたが、ディオスクロイは彼女たちを奪い去った。そのためアパレウスの息子たちは彼女たちをめぐってディオスクロイと殺し合い、カストルはリュンケウスに、リュンケウスはポリュデウケスに討たれた。イダスは兄弟の仇を取ろうとしたが、ゼウスがイダスを雷で撃ち、ポリュデウケスを助けた。

## 作品

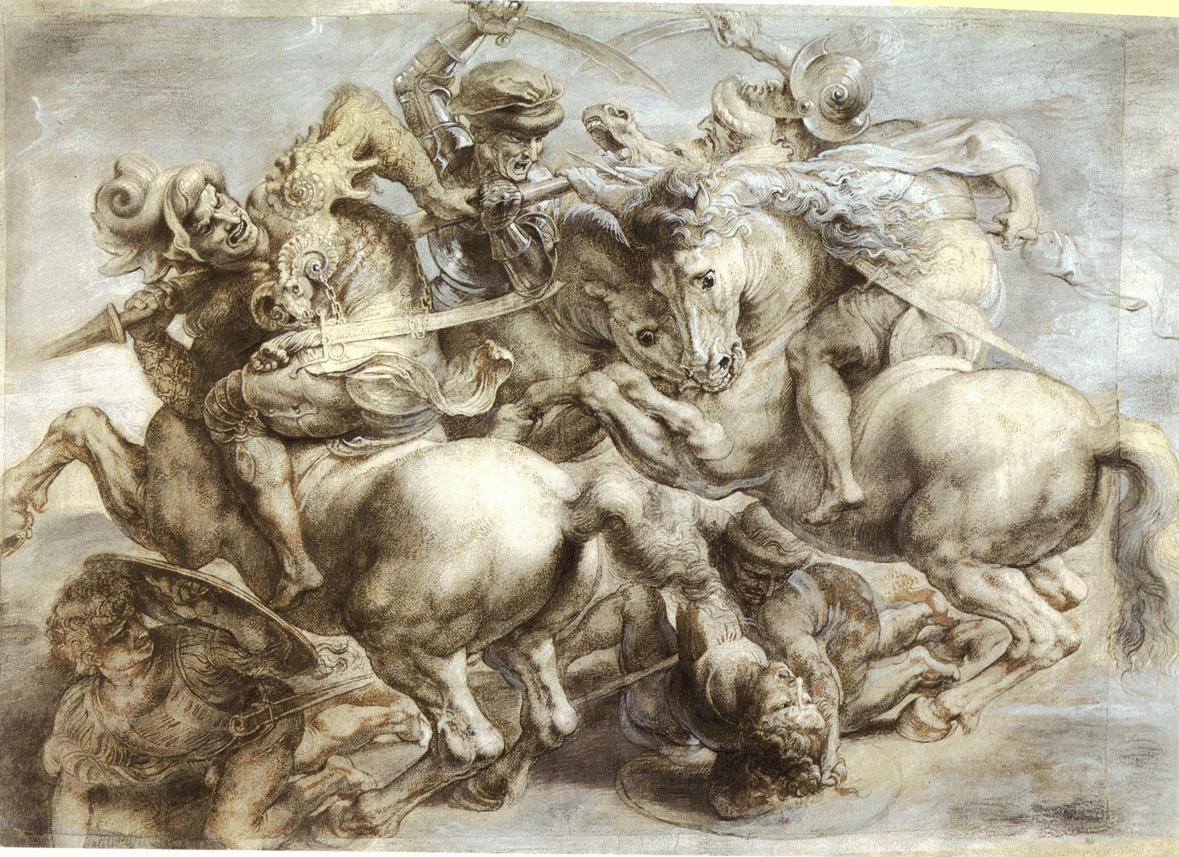
レオナルド・ダ・ヴィンチの『アンギアーリの戦い』の模写。ルーヴル美術館所蔵。

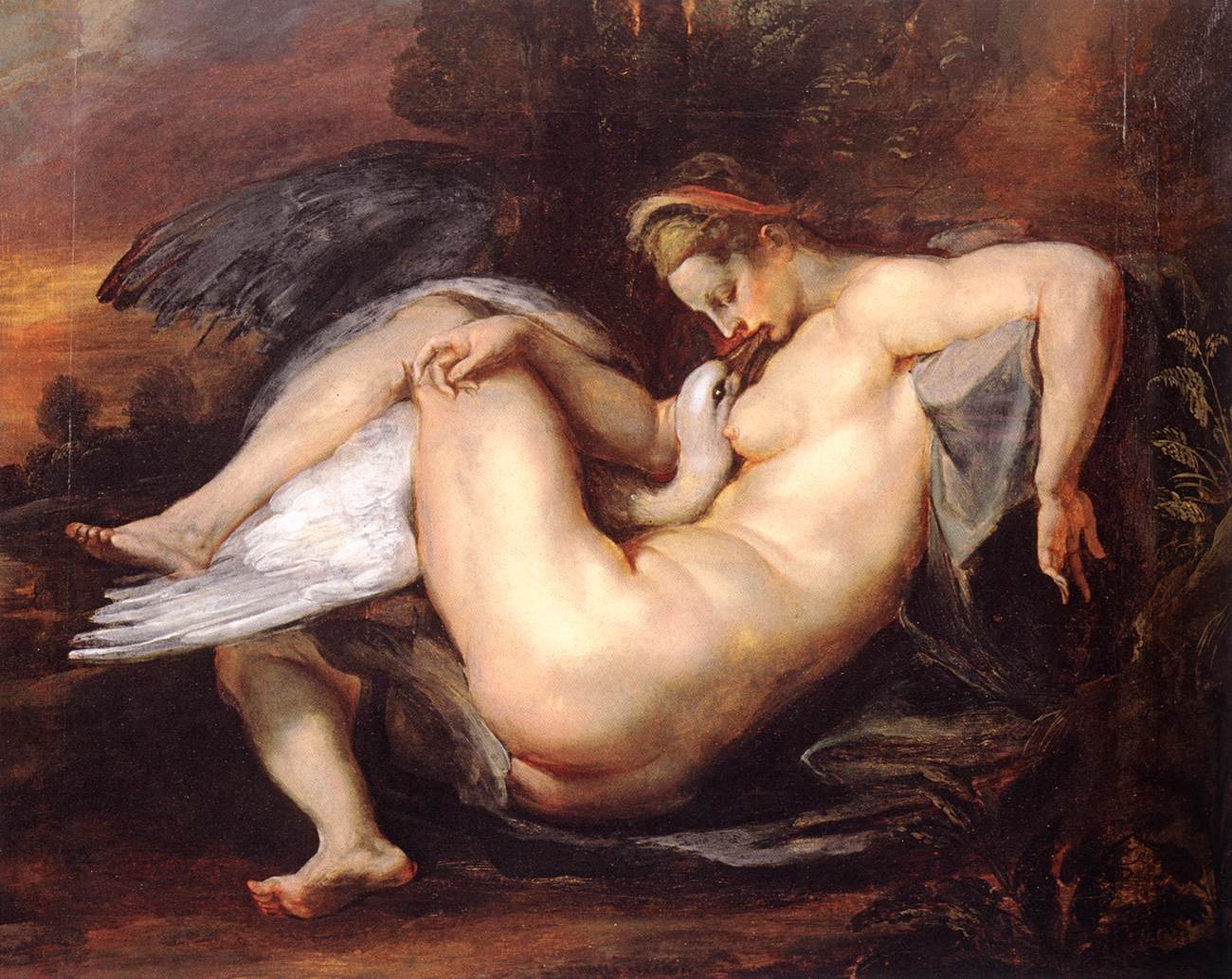
ミケランジェロ・ブオナローティの『レダと白鳥』の模写。ヒューストン美術館所蔵。

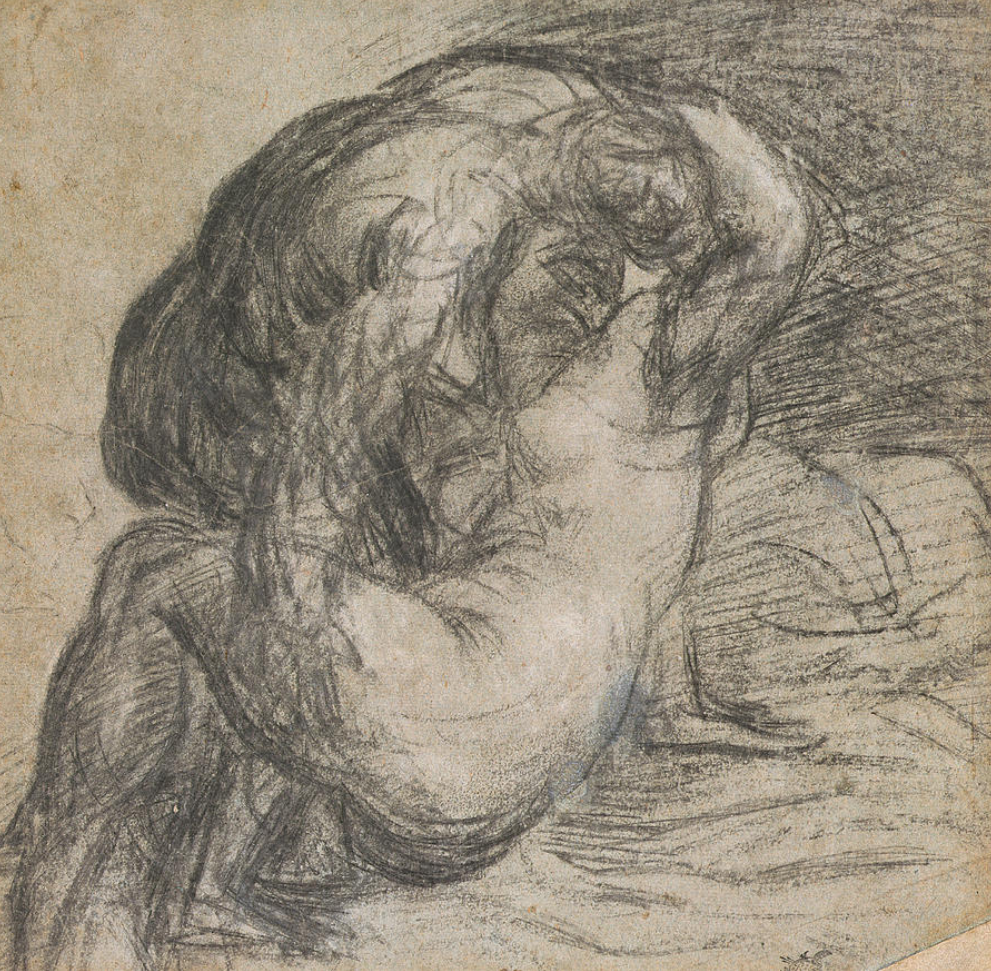
ティツィアーノ・ヴェチェッリオの素描『抱擁する恋人たち』。1560年頃。フィッツウィリアム美術館所蔵。

ルーベンスはディオスクロイがレウキッポスの2人の娘を連れ去る瞬間を描いている。ディオスクロイは馬を駆り、彼女たちが遊んでいる野原に乗り込んだようである。美しい姉妹を目撃した彼らは、走らせていた馬を止めて娘たちを連れ去ろうとしている。双生児のうち1人は馬上から娘の1人を抱き上げようとしており、うち1人は馬から降りて、右手で兄弟が娘を馬上に担ぎ上げようとするのを右腕で助け、自らも左腕で娘の1人を抱き上げようとしている。ルーベンスはオウィディウスの詩に忠実であり、ディオスクロイの1人カストルを騎士として黒い鎧をまとい騎乗した姿で描き、ポリュデウケスを拳闘士として半裸の姿で描いている（したがって画面上の女性はヒラエイラであり、画面下の女性はポイベ）。彼女たちの衣服は乱れ、肌があらわになっている。彼女たちは美しい金髪を振り乱しながら抵抗し、助けを求めている。身に着けた金のブレスレットと優雅な髪形は姉妹が王女であることを示している。ディオスクロイが姉妹を攫うために手綱から手を放している間、2人のキューピッドが彼らの代わりに手綱を握り、馬をコントロールしており、そのうちの1人は鑑賞者の側に視線を向けている。

### 図像的源泉
ルーベンスはイタリアのルネサンス期の巨匠たちの作品から学んだ成果を作品に盛り込んでいる。彫刻的にグループ化された人体と馬のもつれは、レオナルド・ダ・ヴィンチの『アンギアーリの戦い』（Battaglia di Anghiari）に関係している。レウキッポスの娘のポーズは、ミケランジェロ・ブオナローティが『レダと白鳥』（Leda e il cigno）で描いた白鳥に変身したゼウスと交わるスパルタ王妃レダのそれに似ている。
両脚を跳ね上げた馬については、モンテ・カヴァッロ（クイリナーレの丘）にあるディオスクロイの古代彫刻『馬の調教師』も参考にしている。
さらにルーベンスが所有していたと思われるフィッツウィリアム美術館所蔵のティツィアーノ・ヴェチェッリオの素描『抱擁する恋人たち』（A couple in embrace）もまた本作品の図像の源泉になったと思われる。

### 解釈
ディオスクロイによるレウキッポスの娘たちの略奪という主題は非常に珍しく、ルーベンスの作品がほとんど唯一のものと言ってよい。そのため、当初はサビニの女たちの略奪を描いた作品と考えられていたが、18世紀のドイツの作家ヴィルヘルム・ハインゼ以来、レウキッポスの娘たちの略奪を描いた作品と考えられている。
彼の略奪を主題とする他の神話画と比較すると、本作品では人物像の表情や身振りから、恐怖を引き起こすような暴力性や、絶望する女性の描写を欠いており、むしろ予想外の優雅さが与えられている。特にヒラエイラの右手は略奪者をつかむのではなく、優しく愛撫するかのように男の腕に置かれている。 
一説によると本作品は結婚の寓意として解釈できる。ディオスクロイがレウキッポスの娘たちと結婚した伝承があることから、おそらくルーベンスは本作品をアレスとアプロディテ（ローマ神話のマルスとヴィーナス）の結婚に代わるものとして制作したと考えられる。キューピッドが馬を御している点は結婚の寓意とする解釈と一致している。またカストルとヒラエイラおよびポリュデウケスとポイベの結婚を描いた古代の画家ポリュグノトスの絵画がアテナイのアナケイオン（ディオスクロイ神殿）にあったとするパウサニアスの記述からインスピレーションを得た可能性があると推測されている。
本作品をガニュメデスの略奪と同様に魂の高揚の暗示であるとする解釈もある。レウキッポスの娘たちの略奪は、ガニュメデスの略奪とともに救済を意図した図像としてローマ時代の石棺に彫刻されていた。ガニュメデスの略奪とは異なり、レウキッポスの娘たちの略奪はルネサンス期に再解釈されることはなかったが、ルーベンスはこれを同じ意味を持つ主題として復活させたと考えられ、ヒラエイラが空に向けた高揚した視線と高貴な表情はそれを示しているという。

## 別バージョン
ノルウェーのオスロ国立美術館に、ルーベンスに帰属されている1610年から1611年頃の異なるバージョンが、シャンティイのコンデ美術館にルーベンス派による黒チョークの素描が所蔵されている。

## ギャラリー
略奪を描いたルーベンスの絵画の例

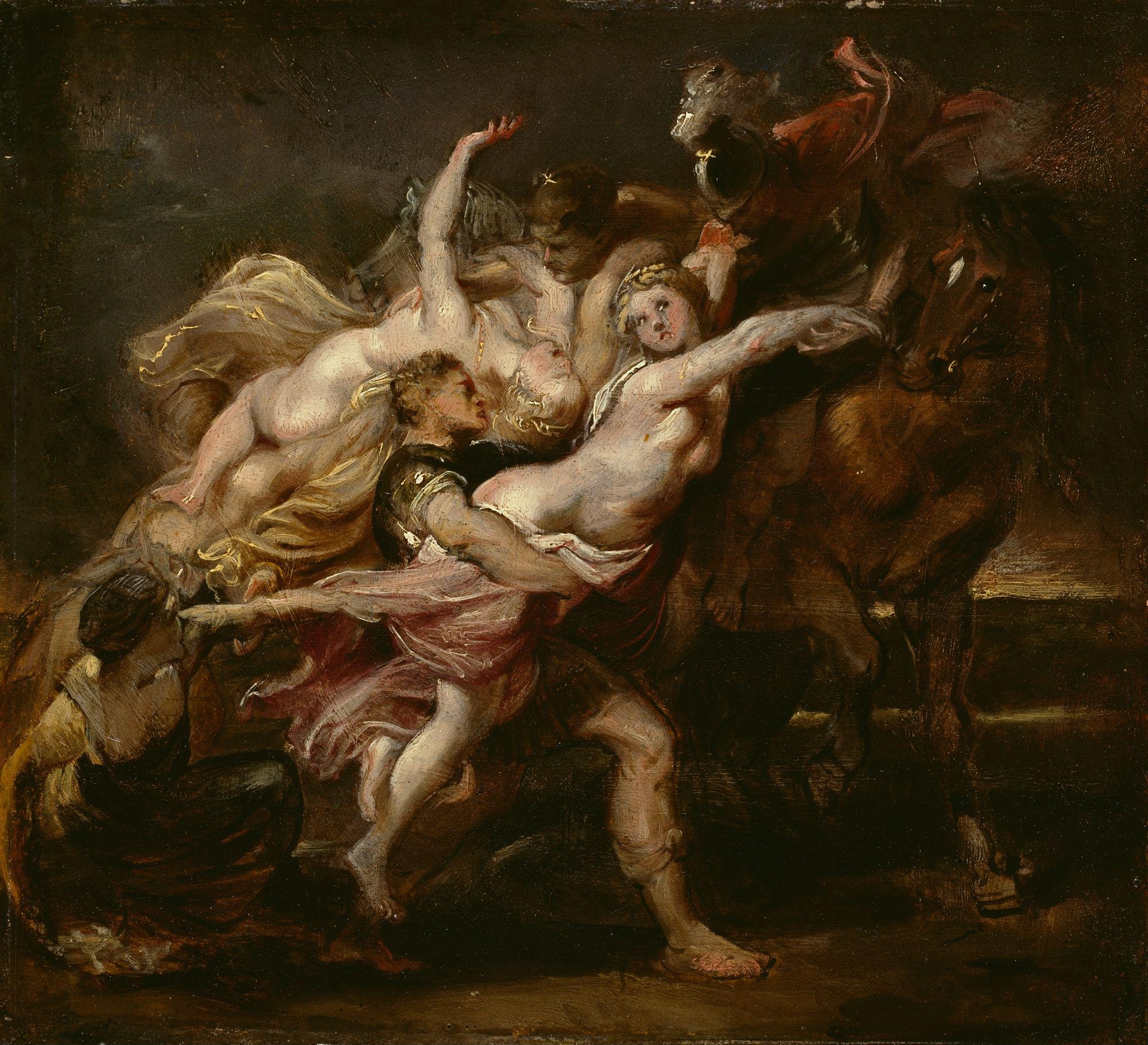
『レウキッポスの娘たちの略奪』1610年-1611年頃 オスロ国立美術館所蔵
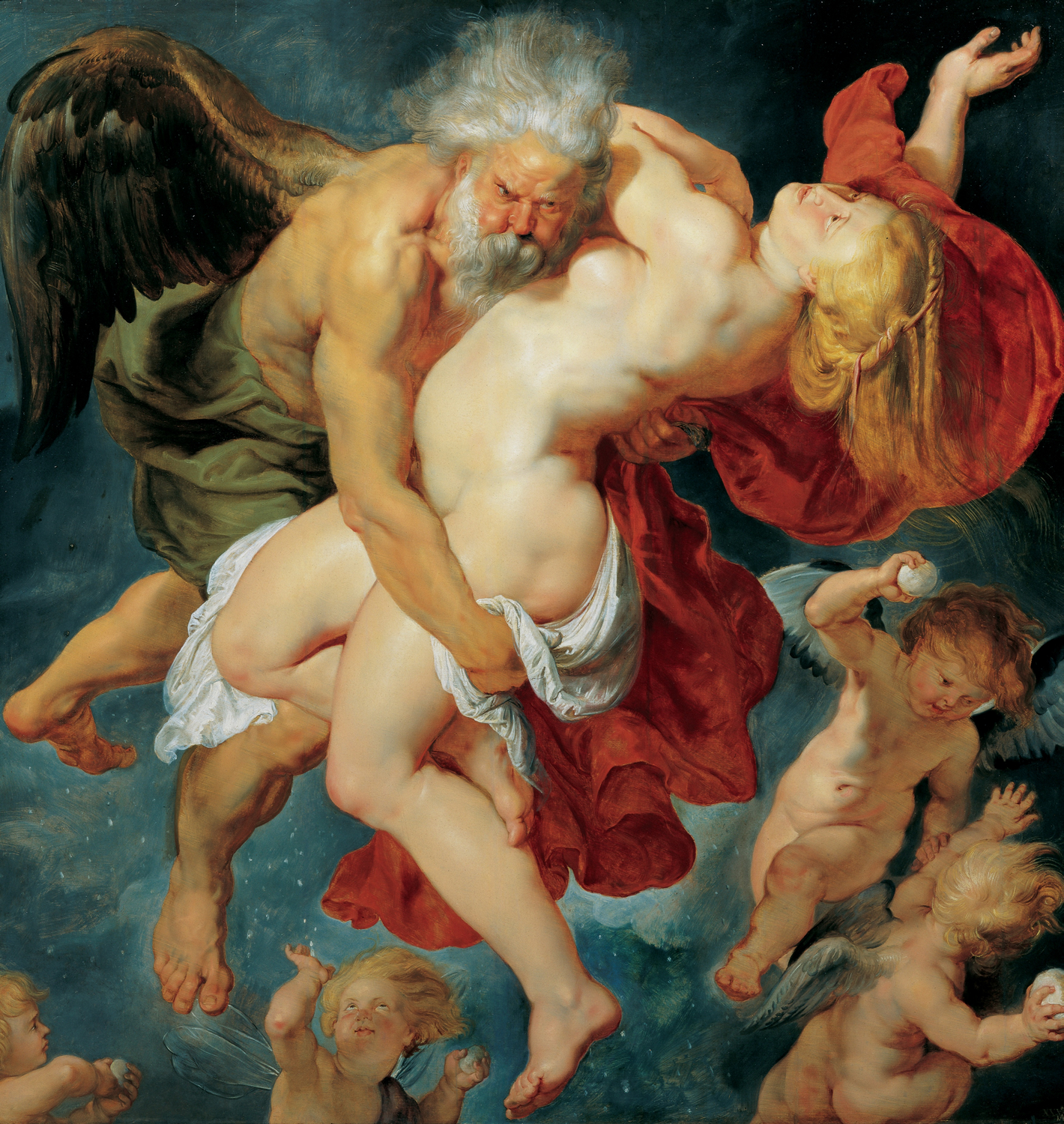
『オレイテュイアを略奪するボレアス』1615年頃 ウィーン美術アカデミー絵画館（ドイツ語版）所蔵
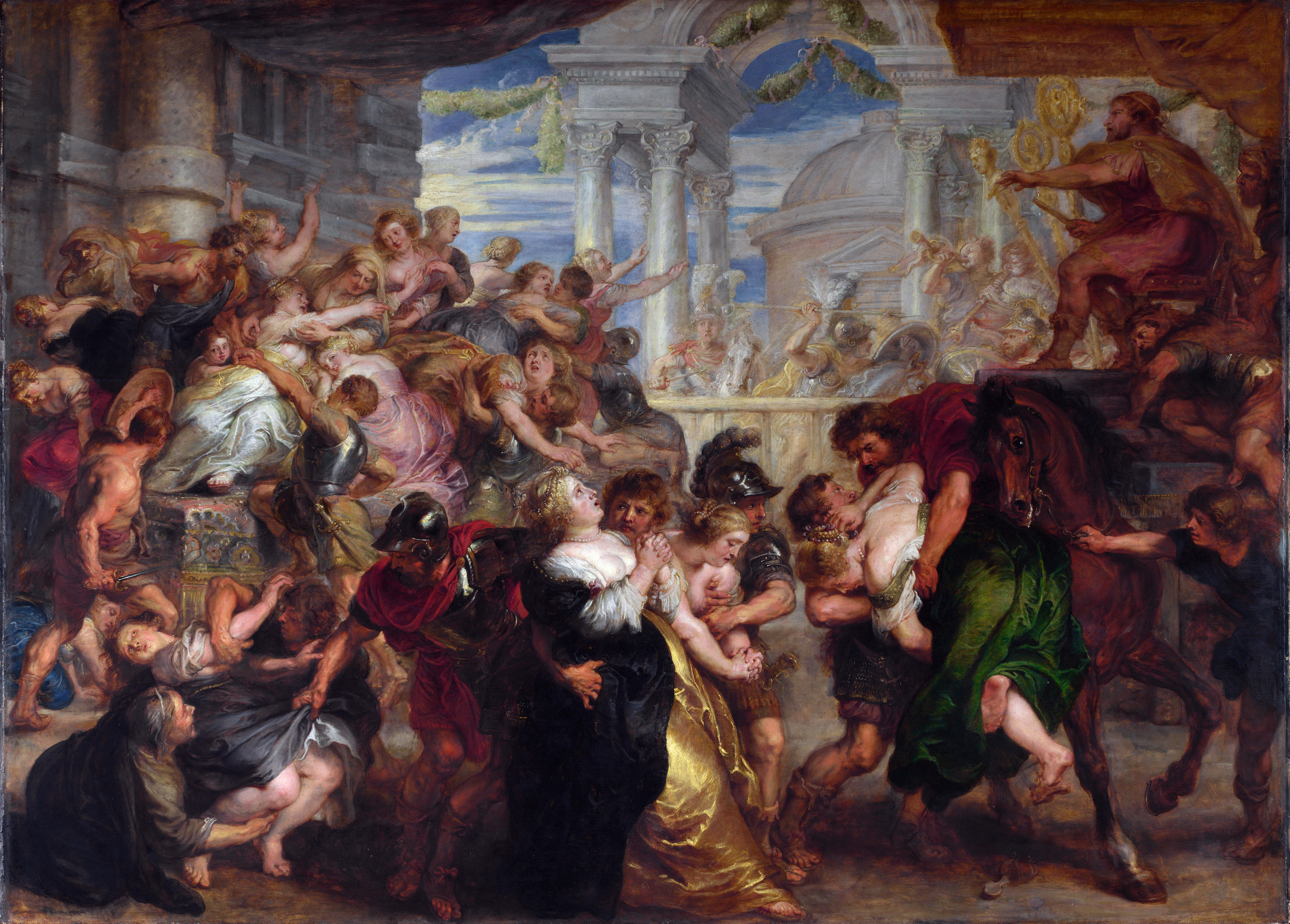
『サビニの女たちの掠奪』1635年から1640年の間 ロンドン・ナショナル・ギャラリー所蔵